# Elfring Peak
Elfring Peak är en bergstopp i Antarktis. Den ligger i Västantarktis. Chile gör anspråk på området. Toppen på Elfring Peak är 2 628 meter över havet, eller 180 meter över den omgivande terrängen. Bredden vid basen är 1,5 km.
Terrängen runt Elfring Peak är mycket bergig, och sluttar brant österut. Trakten är obefolkad. Det finns inga samhällen i närheten. 